# De Spielhansl

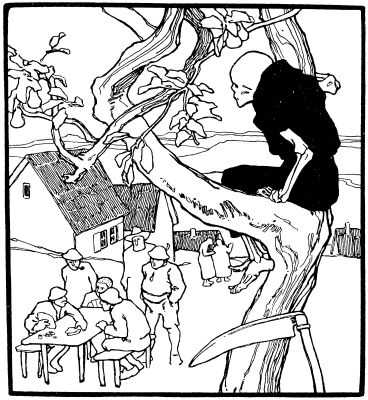
Otto Ubbelohde: Illustration zum Märchen De Spielhansl

De Spielhansl (Der Spielhansel) ist ein Märchen (ATU 330). Es steht in den Kinder- und Hausmärchen der Brüder Grimm ab der Zweitauflage von 1819 an Stelle 82 (KHM 82) auf Mittelbairisch.

## Inhalt
Der Spielhansl spielt immer nur und verspielt alles. Da besuchen ihn Gott und Petrus. Weil er ihnen nichts anbieten kann, schickt ihn Petrus mit drei Groschen zum Bäcker. Aber die Spieler locken ihn zu sich und nehmen ihm auch die drei Groschen. Er tut, als hätte er sie verloren, bekommt noch drei Groschen und kauft das Brot. Morgens darf er sich drei Gnaden ausbitten und wünscht sich Karten und Würfel, mit denen er immer gewinnt, und einen Obstbaum, von dem keiner ohne seinen Befehl herunter kann. Von da an gewinnt er so viel, dass Petrus Gott rät, ihm den Tod zu schicken. Der Tod will ihn vom Spiel mit vor die Tür nehmen, aber der Spielhansl schickt ihn auf den Baum und lässt ihn sieben Jahre oben, so dass niemand mehr stirbt. Erst auf Gottes Befehl lässt er ihn herab, und der Tod nimmt ihn mit. Er findet jedoch weder im Himmel Einlass noch im Fegefeuer, sondern erst in der Hölle bei Luzifer, dem er seine Teufel abgewinnt. Mit ihnen reißt er Hopfenstangen aus, die sie gegen den Himmel stoßen, bis er herein darf. Drinnen spielt er wieder und macht Aufruhr. Da werfen sie ihn hinaus, und seine Seele teilt sich und fährt in alle Spieler auf Erden.

## Erläuterungen
Vergleiche KHM 81 Bruder Lustig und KHM 101 Der Bärenhäuter. Solche Geschichten parodieren vielleicht die im Mittelalter sehr verbreiteten Erzählungen vom Gott, der als Wanderer beim Armen einkehrt, den er für seine Großzügigkeit belohnt, während er den Geizigen bestraft (siehe KHM 87 Der Arme und der Reiche). Sie gehen auf den griechischen Mythos von Philemon und Baucis zurück. Vgl. Der Schmied von Jüterbog in Ludwig Bechsteins Deutsches Märchenbuch und Die drei Wünsche in Neues deutsches Märchenbuch.

## Herkunft
Die Fassung stammt laut Hans-Jörg Uther aus dem deutschböhmischen Friedberg und scheint Jacob Grimm 1815 von Simon Sechter zugesandt worden zu sein (entgegen anderen Angaben bei Grimm).

## Grimms Anmerkung
Grimms Anmerkung erzählt unterschiedliche Varianten nach. Immer wieder kommen als Wunschlohn für die Herberge der Baum und ein Sessel vor, das Verprügeln der Teufel und das Überlisten des Petrus. Der Schmied ist von Herzen gut, von Wandel aber leichtsinnig. Die Brüder Grimm führen den Schmied mit seinem Hammer auf Thor oder Sisyphos zurück, Tod und Teufel auf plumpe Riesen, die Thor besiegt.
Aus dem Münsterischen (von Jenny von Droste-Hülshoff): Gott und Petrus gastieren bei Hans Lustig und schicken ihn Bier holen. Er verliert das Geld beim Kartenspiel und sagt, ihm sei der Krug zerbrochen. Das zweite Mal verstopft er sich die Ohren, um die Spieler nicht zu hören, und bringt das Bier. Seine Frau backt mangels Mehl einen Aschepfannkuchen. Sie essen, und Hans Lustig redet nur vom Kartenspielen. Morgens gibt ihm Gott Karten und Würfel, die immer gewinnen, und eine Fiedel, die alles steif macht. Hans Lustig gewinnt sein Vermögen zurück. Als schließlich der Tod kommt, fiedelt er ihn in einem Baum fest, und stirbt erst, als er beim Begräbnis eines Verwandten das Vaterunser betet. Er muss in die Hölle und gewinnt zweimal hundert Seelen im Kartenspiel. Als Petrus den Himmel öffnet, wirft er seine Karten hinein und setzt sich drauf.
Eine hessische Erzählung aus den Schwalmgegenden (wohl von Ferdinand Siebert): Ein armer Soldat beherbergt Wandernde und erhält einen nimmerleeren Geldbeutel, einen Ranzen, in den er alles hineinwünschen kann, und die ewige Seligkeit. Für das Herz einer Wirtstochter verschreibt er dem Teufel seine Seele. Er zieht beim König ein, der ihm noch Gnadensold schuldet und ihn loswerden will, indem er ihn in ein Spukschloss schickt (wie in KHM 4). Der Soldat gibt dem Teufel um Aufschub sein Kind, das nächste Mal wünscht er ihn in den Ranzen und lässt ihn von Dreschern und Schmieden prügeln. Nach dem Tod kommt er in den Himmel, indem er den Ranzen durch die Tür wirft und sich hineinwünscht.
Aus Tachau in Deutschböhmen: Jesus und Petrus erhalten bei reichen Bauern keine Herberge, erst bei einem Schmied. Als drei Wünsche wählt er, trotz Jesus’ Warnung um seiner Seele willen, dass sein Kirschbaum immer Kirschen trägt, und keiner herunterkann, bis er es will, dass keiner aus seinem Sessel aufstehen oder die Hand aus seiner Schmiedetasche ziehen kann, bis er es will. Als er stirbt und in die Hölle soll, lässt er den ersten Teufel Kirschen pflücken, den zweiten im Sessel sitzen, bis sie versprechen, ohne ihn zu gehen. Da kommt Luzifer selbst, doch der Schmied lässt ihn in die Tasche sitzen und hämmert drauf, dass der in die Hölle flieht und die Tür hinter sich zumachen lässt. Da geht der Schmied zum Himmel, drängt sich dem Petrus durch die Tür, setzt sich auf seinen Schurz und sagt: „etza sitz i af mein Hob un Gout, i will sehrn, wer mi asse thout.“
In einer hessischen, die in der Erstauflage der Kinder- und Hausmärchen noch als Der Schmied und der Teufel an Stelle 81 enthalten war, will sich der verarmte Schmied im Wald an einem Baum erhängen. Der Teufel gibt ihm zehn gute Jahre und später einen Sack, aus dem nichts von selbst herauskann. Als er vertragsgemäß nach zehn Jahren den Schmied holen will, lässt der ihn zum Beweis sich groß und klein machen, steckt ihn in den Sack und prügelt, bis er verzichtet. Als er stirbt, lässt er sich Hammer und zwei Nägel beigeben und nagelt zwei Teufel an Nase und Ohr an. Der alte Teufel erbittet seine Aufnahme im Himmel.
In einer hanöverischen (wahrscheinlich von Georg August Friedrich Goldmann) fehlen dem armen Schmied Eisen und Kohlen, einem Reiter das Pferd zu beschlagen. Der lässt ihn ein Blatt mit Blut zeichnen, da hat er Eisen, Kohlen und Kundschaft genug. Später kommt Petrus auf einem Esel und lässt ihn drei Dinge wünschen. Der Schmied überlistet die Teufel mit Stuhl, Birnbaum und Sack und ertrotzt sich mit seinem Schurzfell Einlass zum Himmel.
Eine süddeutsche Erzählung aus Sittlich und Seelen nützlich Reis nach Bethlehem von R. P. Attanasy: Christus gewährt einem Schmied vier Wünsche für die Bewirtung seiner Frau. Der wählt, dass keiner ohne seinen Willen von seinem Birnbaum, von seinem Schmiedstock oder aus seinem Feuerrohr kann. Auf Petrus’ Mahnung des ewigen Lebens wegen wünscht er noch, dass ihn nichts von seiner grünen Kappe trennen kann. So überlistet er Tod und Teufel. Als ihn sein Schutzengel zur Hölle führt, schlägt der Teufel die Fensterläden zu. Beim Himmel will der Schmied nur mal hineinschauen, wirft seine Kappe hinein und setzt sich drauf.
In einer fünften münsterischen Erzählung lebt der Schmied zu Bielefeld. Von Himmel und Hölle abgewiesen, sieht er den Seligen beim Einlass zu. Ein gespornter Reiter muss warten, eine fromme Jungfrau darf sofort. Da wirft der Schmied sein Schurzfell ein. Petrus beschwert sich, weil es schmutzig ist. Der Schmied setzt sich auf sein Eigentum und darf bleiben, weil sein Reichtum den Armen viel geholfen hat.
In einer sechsten Erzählung aus dem Paderbörnischen (von Familie Hassenpflug) muss sich der Teufel vor dem Bielefelder Schmied groß und klein machen, der ihn in einen Handschuh packt und hämmert. Die Teufel halten ihm ihr Tor mit Eisenstangen zu, schließlich schwebt er zwischen Himmel und Hölle.
Siebtens: Die Sage von dem Schmied zu Jüterbock mit dem schwarzweißen Rock im Deutschfranzos. Er beherbergt einen Heiligen und erbittet, dass von seinem Lieblingsstuhl, seinem Apfelbaum und aus seinem Kohlensack keiner ohne seine Hilfe herauskann. Der Tod muss ihn wegen das Sacks erst für zehn Jahre, dann wegen des Baums, wobei ihn die Gesellen verprügeln, für immer verschonen. Er klagt es dem Teufel. Der Schmied öffnet dem Teufel die Tür nicht, hält den Sack hinters Schlüsselloch und lässt es zuschmieden.
Der Schmied zu Apolda bewirtet Jesus und Petrus und wünscht sich, dass aus seiner Nägeltasche, von seinem Apfelbaum und Armstuhl niemand herauskommt, bis Tasche, Baum oder Stuhl zerfallen. Damit überlistet er drei böse Engel. Als er nicht in den Himmel darf, schmiedet er mit seinem Hammer in der Hölle einen Schlüssel und darf nach allerhand Versprechungen im Himmel bleiben.
In einer neunten aus Wetterau von Professor Weigand lockt der Schmied den Teufel auf den Birnbaum, dann mit der Hand in den Nagelkasten, dann auf den Sessel. Er muss ihm erst zehn, dann zwanzig Jahre, schließlich ihn für immer freigeben. Er entweicht und nimmt das Hausdach mit.
In einer zehnten, bayerischen von Schmeller und Panzer hat der Schmied von Wittenbach einen Kirschbaum, einen Sessel und einen Beutel.
Kopitar erzählt nach Jugenderinnerungen aus Krain vom Schmied Speti Korant, der mit seinem Baum den Tod foppt. Der Teufel hält ihm die Höllentür zu, aber Korant nagelt ihn an seinen langen Fingernägeln fest. Im Himmel sieht er seinen Mantel, den er einmal einem Armen schenkte, springt darauf und ruft „ich bin auf meinem Grund und Boden.“
In der hessischen Erzählung vergleichen sie das Volksbuch Das bis an den jüngsten Tag währende Elend, das wohl aus dem französischen Histoire nouvelle et divertissement du bon homme Misère und vielleicht von de la Rivière aus Italien stammt: St. Peter und Paul bekommen im Dorf nur beim armen Elend Herberge, der nur den Wunsch mit dem Birnbaum hat, von dem ihm grade gestohlen wurde. Der Dieb wird gefangen. Den Tod bittet er um seine Sichel, dass er sich Wegzehrung abschneide, der will sie nicht aus der Hand geben, steigt hinauf. Er muss ihn bis zum jüngsten Tag in Ruhe lassen, und so wohnt Elend noch immer in der Welt.
In einem Märchenbruchstück aus den Maingegenden (wohl von Familie Hassenpflug) zeigt der Teufel alle Schuhe, die seine Geister für den Vertragspartner zerrissen. Der Mensch will die Handschrift sehen und verschluckt sie.
Grimms vergleichen: Kuhn Nr. 8, Colshorn Nr. 89, Pröhle Nr. 15 und 16, Zingerle S. 43, Wolfs Wodana Nr. 2, Asbjørnsen Nr. 24, Keller in der Einleitung zu Li romans des sept sages CLXXXIII ff. und zu Diocletian bei Hans von Bühel S. 54.; Goreb und Fabel aus Der lustige Teufel von Edmonton (Tieck altengl. Theater 2); Die jüdische Sage von David und dem Tod bei Helvicus 1, Nr. 12; KHM 87 Der Arme und der Reiche. Soldaten kommen der Sage nach weder in den Himmel noch in die Hölle, aber Petrus musste ihnen ein eigenes Dorf anweisen (s. KHM 35). Zu dem Sessel vergleichen sie Hephaistos, zu der List, dass sich der Teufel zum Beweis groß und klein machen muss, KHM 99 Der Geist im Glas und die französische Version von KHM 62a Blaubart.